# Arzago d'Adda
Arzago d'Adda är en ort och kommun i provinsen Bergamo i regionen Lombardiet i Italien. Kommunen hade 2 711 invånare (2018).